# Casamento Pasqui
Il casamento Pasqui è un edificio civile del centro storico di Firenze, situato in via de' Calzaiuoli 97r-99r-101r-103r-105r angolo vicolo degli Adimari 2.

## Storia e descrizione
Si tratta di un grande casamento ottocentesco a cinque assi su cinque piani che, anche se non particolarmente caratterizzato, compete felicemente con le altre architetture della strada, pienamente rispondente al gusto alto borghese del tempo. 
Da quanto documentato nelle carte presenti nell'Archivio Storico del Comune di Firenze si desume come, al tempo dei lavori di allargamento della via, lo stabile appartenesse al signor Francesco Pasqui e come il progetto di riduzione e della costruzione della nuova facciata (poi realizzata attorno al 1843 circa nelle forme che ancora oggi si vedono) fosse stato affidato all'architetto Giulio Cesare Raveggi. Sugli intonaci e il finto bugnato terreno si è intervenuti con un cantiere condotto nel 2011.
Dal lato destro del fronte, verso la loggia del Bigallo, è una targa in marmo che ricorda come qui fossero state un tempo le case e le torri della famiglia Adimari. 
| QUIVI IN ANTICO SORGEVANO LE CASE E TORRI DEGLI ADIMARI DA' QUALI QUESTO TRATTO DI VIA EBBE IL NOME |

Sul lato opposto, in prossimità del vicolo degli Adimari, è un'altra targa che - facendo appunto riferimento alle antiche case che qui si trovavano e che gli Adimari davano a pigione - annota come "in queste mura Donatello e Michelozzo come fratelli la scultura esercitavano ingentilivano". 
| IN QUESTE MVRA DONATELLO E MICHELOZZO COME FRATELLI LA SCVLTVRA ESERCITAVANO INGENTILIVANO |